# Yves Marchand (musicien)
Pour les articles homonymes, voir Yves Marchand.
Yves Marchand est un auteur, compositeur, interprète québécois et membre du groupe Zébulon.

## Biographie
Natif du Témiscamingue, Yves Marchand étudie le piano dès son jeune âge. Après des études en histoire à l’Université de Sherbrooke, il se lance en musique avec les groupes Sybil et The Next. Puis, en 1992, il devient membre du groupe Zébulon, avec lequel il lance 3 albums et récolte 2 Félix (Découverte de l’année et Groupe de l’année). Il lance sa carrière solo avec un premier album, Belvédère, en 2004. Son deuxième album, Si l’homme est fait de kilomètres, paraît 10 ans plus tard, en 2014, suivi par Tellement Naturel, en 2025.
Avec sa conjointe, la comédienne et chanteuse Isabelle Cyr, il crée, en 2010, Pays d’abondance, un spectacle que le couple présente au Canada, aux États-Unis et en France. Ils continuent leur collaboration, en 2022, avec la composition de la trame sonore du documentaire Les femmes Capitaines, pour laquelle ils reçoivent une nomination aux Prix Gémeaux.
Il agit également à titre directeur musical et artistique au Festival International de la chanson de Granby et comme formateur au Festival Le Tremplin de Dégelis.